# Pimelodella figueroai
Pimelodella figueroai är en fiskart som beskrevs av Dahl, 1961. Pimelodella figueroai ingår i släktet Pimelodella och familjen Heptapteridae. Inga underarter finns listade i Catalogue of Life.